# Thanos Mikrutsikos
Athanasios „Thanos” Mikrutsikos, gr. Αθανάσιος (Θάνος) Μικρούτσικος (ur. 13 kwietnia 1947 w Patras, zm. 28 grudnia 2019 w Atenach) − grecki kompozytor, polityk, minister kultury.

## Życiorys
Był kompozytorem i politykiem. W październiku 1993 został zastępcą minister kultury Meliny Mercouri, kierując resortem w czasie jej choroby i po jej śmierci, a od 16 marca 1994 do 22 stycznia 1996 był ministrem kultury w rządzie premiera Andreasa Papandreu.
Zmarł 28 grudnia 2019 w wyniku choroby nowotworowej.